# 10041 Parkinson
10041 Parkinson (1985 HS1) là một tiểu hành tinh vành đai chính được phát hiện ngày 24 tháng 4 năm 1985 by husband và wife team Carolyn và Gene Shoemaker ở Palomar. Nó được đặt theo tên Bradford Parkinson, a pioneer thuộc Global Positioning System.